# Narkotikapolitiskt Center
Narkotikapolitiskt Center (NPC) är ett narkotikapolitiskt nätverk inom den svenska nykterhetsrörelsen som grundades i februari 2019.

## Verksamhet
Narkotikapolitiskt Center har till uppgift att genom analys, debatt och folkbildning bidra till ett narkotikafritt samhälle. Målet för verksamheten är att Sverige ska ha en fortsatt restriktiv narkotikapolitik, att motverka en legalisering av narkotika samt att stärka det svenska narkotikapolitiska arbetet. Centret bedriver såväl utbildningsverksamhet som opinionsbildande verksamhet. Detta sker genom debattartiklar, en egen podcast med mera.
Centret finansieras primärt av medlemsorganisationerna, som bidrar med ekonomiska och personella resurser. Viss finnansiering fås även genom medel som söks från andra ideella och offentliga organisationer. Narkotikapolitiskt Center leds av en styrgrupp i vilken medlemsorganisationerna finns representerade.
Peter Moilanen, tidigare generalsekreterare för IOGT-NTO, är sedan starten 2019 chef för centret. Moilanen har i Svenska Dagbladets (SvD) podcast Ledarredaktionen (14/2-2020) poängterat att centret primärt bedriver en narkotikapolitisk verksamhet, det vill säga att centret koncentrerar sin verksamhet på opinionsbildning och därför som exempel inte på egen forskning i narkotikafrågan.

## Medlemsorganisationer
Narkotikapolitiskt Center hade i augusti 2021 följande 15 medlemsorganisationer:
1. Anhöriga mot droger (AMD)
2. Frisksportens Ungdomsförbund (FUF)
3. Föräldraföreningen mot narkotika (FMN)
4. IOGT-NTO
5. Kriminellas revansch i samhället (KRIS)
6. LP-verksamheten
7. Nordiska godtemplarrådet (NGR)
8. Nykterhetsrörelsens Bildningsverksamhet (NBV)
9. Stockholms Länsnykterhetsförbund
10. Svenska Frisksportförbundet (SFF)
11. Sveriges Blåbandförbund (SBF)
12. Sveriges Blåbandsungdom (SBU)
13. Sveriges landsråd för alkohol- och narkotikafrågor (SLAN)
14. Svenska Sällskapet för Nykterhet och Folkuppfostran
15. Ungdomens Nykterhetsförbund (UNF)